# Ахая (римська провінція)
37°53′ пн. ш. 22°27′ сх. д. / 37.89° пн. ш. 22.45° сх. д.
Ахая (Ахея; дав.-гр. Ἀχαΐα, лат. Achaia або Achaea) — провінція Римської імперії з центром в Коринфі, що займала територію Пелопоннеса і межувала на півночі з провінцією Македонія.

## Історія
Цей регіон був включений до складу Римської республіки як частина провінції Македонія в 146 році до н. е. після того, як опір Ахейського союзу було зламано кривавої кампанією, що закінчилася пограбуванням і знищенням Коринфа римським полководцем Луціем Муммієм і вбивством або продажем в рабство всіх його жителів. За цю перемогу Муммий був нагороджений прізвиськом Achaicus (Ахаїкус), що означало переможець Ахаї. Назва області Пелопоннесу — Ахая — римляни поширювали на весь півострів.
Протягом 60 років Греція була повністю підпорядкована Риму як його провінція. Деякі міста, такі, як Афіни або Спарта, навіть отримали права самоврядування в межах своєї території.
У 88 році до н. е. Мітрідат VI Евпатор, цар Понта, почав війну проти Риму за підтримки великого числа грецьких полісів. Римські легіони під командуванням Луція Корнелія Сулли витіснили Мітрідата з Греції, придушили повстання і розграбували Афіни в 86 році до н. е. і Фіви через рік. Повсталі міста були суворо покарані; вся Греція лежала в руїнах. З цього часу грецькі міста, котрі колись були великими торговими центрами, більш не змогли піднятися до колишніх висот. Афіни, втім, залишилися серйозним науковим центром, але їх затьмарила слава Александрії.
Після поразки Антонія і Клеопатри близько 27 року до н. е. імператор Август виділив Ахаю в самостійну сенатську провінцію. Тиберій з метою економічного підйому перевів Македонію і Ахайю з сенатських провінцій в імператорські. Нерон проголосив на істмійському святі незалежність Греції, що означало звільнення її від данини Риму (була скасована Веспасіаном з фінансових міркувань). Імператори з династії Флавіїв і Антонінів неодноразово відвідували міста Греції і прихильно ставилися до Афін. Адріан розгорнув широкомасштабну програму по відновленню з руїн бідних грецьких міст, бо був шанувальником грецької культури. В ході кризи III століття Ахая піддалася страшному спустошенню готами (263 рік.)

## Економіка
У Ахаї добувалися мідь, свинець і залізо, але виробництво не було настільки великим, як на інших підконтрольних Риму землях, таких як Норик, Британія або іспанські провінції. Найбільшим успіхом користувався грецький мармур. Освічені раби з Греції були широко затребувані в Римі в якості лікарів і вчителів, так що освічені люди також були предметом експорту. В Ахаї, також, виробляли предмети домашнього розкоші: меблі, кераміку, косметику, одяг. Славилися грецькі оливки і оливкова олія.

## Керівництво
- легат Гай Поппей Сабін (15-35)
- проконсул Луцій Юній Галліон Аннеан (51-52)
- Тит Калестрій Тірон Орбій Сперат (111—112)
- Луцій Антоній Альб (127—128)
- Квінт Ліциній Модестін (144—145)
- Гай Цезоній Макр Руфініан (192)
- Рутілій Пуденс Кріспін (234—237)
- Веттій Агорій Претекстат (362—364)